# Dandagau
Dandagau (nep. डाँडागाउँ) – gaun wikas samiti we wschodniej części Nepalu w strefie Kośi w dystrykcie Dhankuta. Według nepalskiego spisu powszechnego z 2001 roku liczył on 394 gospodarstw domowych i 2134 mieszkańców (1102 kobiet i 1032 mężczyzn).